# Франсуа Бауш
Франсуа Бауш (люксемб. François Bausch; нар. 16 жовтня 1956 року в місті Люксембург) — люксембурзький політик (Партія зелених).
З 5 грудня 2018 року в уряді Беттеля-Шнайдера-Браза Міністр сталого розвитку, транспорту, громадських робіт та інфраструктури, а також Міністр оборони. Франсуа Бауш також був міністром внутрішньої безпеки, але покинув це відомство 11 жовтня 2019 року.
З 3 грудня 2013 року до 15 жовтня 2018 року перебував на посаді міністра сталого розвитку, транспорту, громадських робіт та інфраструктури в уряді Беттеля-Шнайдера.
Франсуа Бауш, який став членом Зелених у 1986 році, раніше працював кондуктором на залізниці.

## Муніципальна політика
З 1 січня 1994 року, до свого призначення міністром, працював у муніципальній раді міста Люксембург.

## Національна політика
З 18 липня 1989 року до 11 жовтня 1992 року — депутат парламенту, переобраний у 1994, 1999, 2004, 2009, 2013 та 2018 роках. У 2013 і 2018 роках відмовився від депутатського мандата, щоб стати міністром. З 1999 по 2013 роки був головою фракції у палаті.

## Нагороди
- Командор Ордена Дубового вінця (2011) [3]
- Офіцер ордена «За заслуги перед Великим Герцогством Люксембург» (1996)[4]